# Accidente del DC-3 de Aliansa de 2021
El accidente del DC-3 de Aliansa de 2021 sucedió el viernes 8 de julio de aquel año, cuando una aeronave de tipo Douglas DC-3 pertenecente a la compañía aérea colombiana Aliansa, se estrelló contra una zona montañosa en la vereda Salinas, del municipio Restrepo, en el departamento del Meta, Colombia, poco después de despegar de Villavicencio. El avión fue programado para hacer un vuelo de entrenamiento y había tres tripulantes a bordo.
En un principio, la aeronave estuvo desaparecida y no fue hallada durante 36 horas hasta que los organismos de rescate localizaron los restos; sin embargo, la zona era dificultosa para acceder a ella. Tres días más tarde, el 11 de julio, la comisión de investigación y de rescate confirmó la destrucción total del avión y el fallecimiento de sus tres ocupantes.

## Aeronave

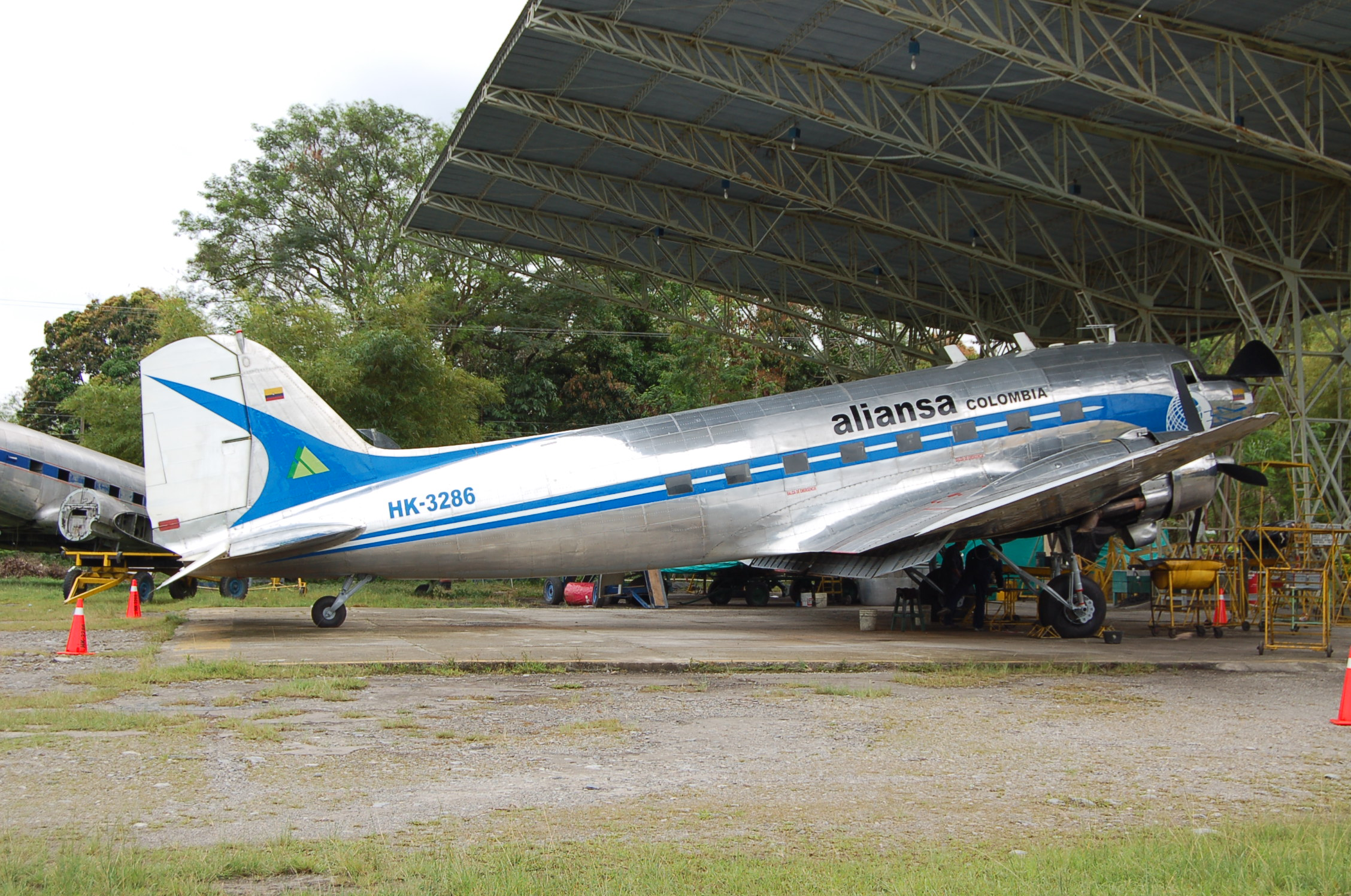
Un Douglas DC-3 de Aliansa similar al avión accidentado

El Douglas DC-3 involucrado en el desastre tenía 77 años de servicio, puesto que fue construido en 1944. Estaba matriculado como HK-2820 y su número de serie era 20171. Anteriormente, esta unidad estuvo involucrada en un incidente de excursión de pista en agosto de 2019.

## Tripulación
Los tripulantes fallecidos eran:
- El capitán, John Acero de 59 años, acumuló 16.973 horas de vuelo y tenía experiencia en otros aviones como el Antonov An-26 y el An-32.
- El copiloto, Juan Carlos Cortés de 53 años, consiguió 9.387 de vuelo.
- El técnico de vuelo, Carlos Eduardo Olaya que tenía 33 años.[3]

## Eventos
La aeronave fue programada para realizar un vuelo de entrenamiento de proeficiencia a uno de sus pilotos en el área de Villavicencio. La tripulación estaba compuesta por un piloto comandante instructor, un piloto comandante alumno y un técnico de mantenimiento. El avión estaba aprovisionado con 380 galones de combustible, para una autonomía de vuelo de 3 horas. No llevaba carga. 
A la hora del despegue se presentaba lluvia sobre el aeródromo y baja visibilidad. No obstante, el aeródromo operaba en condiciones visuales. La aeronave inició motores en las instalaciones de la empresa a las 06:43 local y fue autorizada a rodar al punto de espera de la pista 05. Durante el rodaje, la tripulación solicitó que, después del despegue, se le autorizara volar a la posición VIDAL, luego al VOR VVC, incorporarse en el patrón del VOR, y aproximar a Villavicencio. Esta solicitud fue autorizada por el controlador de tráfico aéreo, como la salida normalizada instrumentos VVC2A. La aeronave despegó del aeropuerto Vanguardia a las 6:59, aparentemente en forma normal (según se observó posteriormente en los videos de seguridad), y la torre transfirió el control de la aeronave a Villavicencio Aproximación (VVC APP), frecuencia 119.3 MHz. A las 07:08 HL, VVC APP identificó en su pantalla radar que el avión estaba virando a la izquierda, por fuera de la protección arco DME 15 millas del VOR VVC, en lugar de interceptar y continuar el arco hacia la posición VIDAL, tal como lo establecía la salida normalizada VVC2A. El control efectuó un llamado a la aeronave indagando sobre el sentido de su viraje, sin recibir respuesta alguna. A las 07:09 HL se perdió el contacto radar con la aeronave. Los servicios de Tránsito aéreo le hicieron varios llamados sin obtener respuesta. Entonces, el controlador activó las fases de emergencia, alertando a los servicios de búsqueda y rescate.

## Investigación
Poco después de la pérdida de comunicación, la Aeronáutica Civil y otros grupos de socorro comenzaron labores de búsqueda y rescate que por las condiciones meteorológicas de lluvia en la cordillera occidental se dificultaron las labores. Los restos de la aeronave fueron encontrados casi dos días después del siniestro debido a la dificultad donde se encontraba. Un día después de esto, se recuperaron los cuerpos sin vida de los ocupantes de la aeronave confirmando las identidades de los tripulantes. Ya la Aeronáutica Civil se dedicó a la investigación del suceso.

## Causa

### Causas Probables
El informe final del accidente publicado por Aerocivil de Colombia menciona las siguientes causas probables:
- Impacto contra el suelo sin pérdida de control durante la ejecución del procedimiento de salida IFR VVC2A, durante el cual la tripulación giró a la izquierda por error, en contra del procedimiento, en dirección a la zona montañosa de las faldas de la cordillera oriental, donde se produjo el impacto.
- Pérdida de conciencia de la situación por parte de la tripulación, que, por razones que no se pudieron determinar, aparentemente realizó un viraje controlado a la izquierda, en contra de las indicaciones del procedimiento de salida VVC2A, a pesar de tratarse de una tripulación experimentada y familiarizada con el área de operaciones.[6]

### Factores Contribuyentes
- Falta de estándares del operador, ya que no existía un plan de instrucción detallado, organizado y secuencial y un temario para que la tripulación lo siguiera durante cada maniobra, como la salida por instrumentos VVC2A.
- Falta de estándares del operador, ya que no existía un temario específico para la planificación y ejecución de la Verificación Recurrente, teniendo en cuenta, entre otros aspectos, la composición de la tripulación de la aeronave, compuesta por dos pilotos instructores, uno de los cuales realizaba la verificación del otro.
- Planificación y supervisión inadecuadas del vuelo de entrenamiento por parte del operador, ya que no realizaron un análisis de riesgos específico del vuelo, no supervisaron su preparación y ejecución, no proporcionaron detalles en una orden de vuelo u otro documento, considerando especialmente la composición de la tripulación de la aeronave, que constaba de dos pilotos instructores, uno de los cuales realizaba la verificación del otro.
- Planificación y preparación deficientes del vuelo por parte de la tripulación, ya que cambiaron informalmente el Plan de Vuelo VFR a IFR, aparentemente no realizaron una sesión informativa completa y adecuada, desconocían o no consideraron la SID VVC2A para el inicio del vuelo IFR y omitieron varios procedimientos de vuelo IFR.
- Descuido por parte de la tripulación de los siguientes procedimientos de vuelo IFR:
  - No especificar una ruta y un procedimiento de salida IFR en el Plan de Vuelo IFR.
  - No solicitar la autorización completa del ATC para iniciar un vuelo IFR. En ningún momento mencionaron la salida VVC2A, que era clave para el plan propuesto verbalmente antes del despegue.
  - No definir ni solicitar a ATC qué procedimiento estándar de salida u otro utilizarían para iniciar el vuelo IFR, en el que se encontrarían con IMC poco después del despegue.
  - No exigir a ATC que asignara un código de transpondedor antes del despegue ni en ninguna otra fase del vuelo, ni seleccionar el código 2000 al no recibir instrucciones de ATS para activar el transpondedor.
  - Probablemente no activar el transpondedor antes del despegue y/o no verificar su correcto funcionamiento antes del despegue o inmediatamente una vez que la aeronave estuviera en el aire.
  - Uso incorrecto de fraseología con terminología no estándar en sus transmisiones con ATC.
  - Experiencia y entrenamiento insuficientes en vuelos IFR por parte de la tripulación, a pesar de su amplia experiencia con el equipo. Mucha de esta experiencia se había adquirido en la región oriental del país, donde la mayoría de los vuelos DC3 se realizan en VMC y bajo VFR, sin oportunidad para la ejecución práctica de los procedimientos IFR.
- Exceso de confianza de la tripulación, influenciado por factores como la amplia experiencia de vuelo y el manejo de equipo DC-3 de los dos pilotos, su condición de pilotos instructores, la relativamente baja exigencia operativa de la misión y el conocimiento, familiaridad y confianza de ambos tripulantes con las características del aeródromo, el área circundante y, en especial, las peculiaridades y riesgos del terreno al oeste de la trayectoria de despegue.
- Incumplimiento por parte del control de tránsito aéreo de los siguientes procedimientos de vuelo IFR iniciados por HK2820:
  - No emitir la autorización completa a la aeronave para el vuelo IFR antes de iniciar el vuelo o en cualquier otro momento.
  - No emitir a la aeronave un procedimiento estandarizado de salida por instrumentos, SID ni ningún otro procedimiento de salida segura. En ningún momento el ATC mencionó la salida VVC2A, crucial para ejecutar el plan propuesto verbalmente por la tripulación.
  - No proporcionar a la aeronave un código de transpondedor antes del despegue o en otro momento adecuado, ni verificar su respuesta. Este proceso comenzó tan solo 03:11 minutos después del despegue, por lo que la verificación del contacto radar solo se logró 04:58 minutos después del despegue, lo que retrasó la presentación radar y limitó el control de vuelo.
  - Transferencia tardía del control de la aeronave desde la Torre de Control al Control de Aproximación (03:35 minutos después del despegue), no inmediatamente después de que la aeronave despegara, como debería haber sido, considerando las condiciones de vuelo IMC prevalecientes en las inmediaciones del aeródromo.
  - Operar con una configuración de pantalla radar incompleta en el Control de Aproximación, con simbología insuficiente, privando al control de referencias y elementos de juicio para una ubicación precisa de la aeronave y su viraje a la izquierda desde la trayectoria.
  - Incumplimiento de las técnicas y procedimientos de vigilancia radar.
  - Uso incorrecto de fraseología con terminología no estándar en sus comunicaciones con la aeronave.
- Falta de conocimiento de la situación por parte de la tripulación y el ATC durante un vuelo que, quizás por parecer rutinario, llevó a ambas partes a omitir procedimientos elementales de vuelo IFR, ignorando los riesgos inherentes a una operación en condiciones IMC, con estrictos procedimientos IFR que debían seguirse, considerando, entre otras cosas, la proximidad del aeródromo a una zona montañosa.[6]

### Accidentes Similares
- Accidente del DC-3 de Laser Aéreo de 2019
- Vuelo 410 de Avianca